# Formler för primtal
Inom talteori är en formel för primtal en formel som producerar bara primtal och inga andra tal. Ett flertal såna är kända, men ingen av dem är effektiv för uträkning av primtal.

## Polynom
Inget icke-konstant polynom kan producera enbart primtal.
Euler upptäckte år 1772 att polynomet
P(n) = n2 − n + 41
är ett primtal för alla positiva heltal mindre än 41.
Ett resultat för linjära polynom är följande:
43142746595714191 + 5283234035979900n är ett primtal för alla n från 0 till 25 (Andersen 2010).

## Formel baserad på ett system av Diofantiska ekvationer
Ett system av 14 Diofantiska ekvationer i 26 variabler kan användas för att definiera primtalen. Ett tal k + 2 är ett primatal om och bara om följande system av 14 diofantiska ekvationer har en lösning inom de naturliga talen:
α0 = {\displaystyle wz+h+j-q} = 0
α1 = {\displaystyle (gk+2g+k+1)(h+j)+h-z} = 0
α2 = {\displaystyle 16(k+1)^{3}(k+2)(n+1)^{2}+1-f^{2}} = 0
α3 = {\displaystyle 2n+p+q+z-e} = 0
α4 = {\displaystyle e^{3}(e+2)(a+1)^{2}+1-o^{2}} = 0
α5 = {\displaystyle (a^{2}-1)y^{2}+1-x^{2}} = 0
α6 = {\displaystyle 16r^{2}y^{4}(a^{2}-1)+1-u^{2}} = 0
α7 = {\displaystyle n+l+v-y} = 0
α8 = {\displaystyle (a^{2}-1)l^{2}+1-m^{2}} = 0
α9 = {\displaystyle ai+k+1-l-i} = 0
α10 = {\displaystyle ((a+u^{2}(u^{2}-a))^{2}-1)(n+4dy)^{2}+1-(x+cu)^{2}} = 0
α11 = {\displaystyle p+l(a-n-1)+b(2an+2a-n^{2}-2n-2)-m} = 0
α12 = {\displaystyle q+y(a-p-1)+s(2ap+2a-p^{2}-2p-2)-x} = 0
α13 = {\displaystyle z+pl(a-p)+t(2ap-p^{2}-1)-pm} = 0.

## Mills formel
W. H. Mills bevisade 1947 att det finns ett reellt tal A så att
{\displaystyle \lfloor A^{3^{n}}\;\rfloor }
är ett primtal för alla positiva heltal n.

## Differensekvation
Definiera
{\displaystyle a_{n}=a_{n-1}+\operatorname {sgd} (n,a_{n-1}),\quad a_{1}=7.}
Då innehåller serien an + 1 − an bara ettor och primtal. Serien börjar 1, 1, 1, 5, 3, 1, 1, 1, 1, 11, 3, 1, 1 (talföljd A132199 i OEIS).

## Övrigt
{\displaystyle p_{n}=1+\sum _{k=1}^{2([n\ln(n)]+1)}\left(1-\left[{\pi (k) \over n}\right]\right).}